# Депортация цыган в СССР
Депортация цыган в СССР — насильственное выселение цыган из окрестностей Москвы в Западную Сибирь, проводившееся органами ОГПУ СССР.
В 1920-х — первой половине 1930-х годах применялось понятие «иностранные цыгане» — подданные Австро-Венгрии, Румынии, Сербии, Греции и других стран, перекочевавшие в пределы Российской империи в последние десятилетия XIX века и особенно в начале XX века, до начала Первой мировой войны. Эти цыгане были полукочевниками, но обычно уже в модернизированных формах, перемещаясь, часто используя при этом железнодорожный транспорт, в более крупные города России в поисках работы по изготовлению и ремонту медных изделий, в основном котлов и посуды, или иной временной работы. Они пользовались своими документами иностранных граждан, которые требовалось заверять раз в год в иностранных посольствах, что давало возможность цыганам пользоваться налоговыми льготами — ими почти не платились налоги. Преимущественно эти цыгане были из групп кэлдэраров из разных семейных сообществ, а также ловари.
После Октябрьской революции часть «иностранных цыган» осталась в СССР. По инерции они не спешили получать советское гражданство и терять свой статус иностранных граждан; в 1917 году были отменены внутренние паспорта, в 1920-х годы использовались различные личные документы; во Всесоюзной переписи 1926 года имелась категория «иностранцы». Ситуация кардинально изменилась в связи с принятием Постановления ЦИК и СНК СССР от 27 декабря 1932 года «Об установлении единой паспортной системы по Союзу ССР и обязательной прописки паспортов». Изначально паспорта получали не все категории граждан, они являлись обязательными только для определённых групп населения, постоянно проживающих в городах, рабочих поселках, работающих на транспорте, в совхозах и на новостройках. Большое число цыган, не имевших прописки ввиду кочевого образа жизни, лишились возможности получения документов, удостоверяющих личность. Ими был сохранён неопределённый гражданский статус, и им запрещалось проживать в городах, рабочих посёлках и совхозах. Ситуация ухудшилась с началом массовой коллективизации и острой нехватки продуктов питания. Экономическое положение в стране вынудило власти ввести хлебные карточки в 1929 году и общесоюзную карточную систему распределения основных продуктов питания и непродовольственных товаров в 1931 году. Эти меры обрекли значительную часть населения страны, в том числе преобладающую часть цыган, прежде всего кочевых, на существование за пределами государственной системы обеспечения продуктами питания. Кроме того, в некоторые города, привилегированные в снабжении продуктами питания, доступ был особенно строго ограничен — Москва, Ленинград, Минск, Киев, Одесса, Харьков, Ростов-на-Дону, Владивосток и др..
К лету 1933 году десятки цыганских таборов сосредоточились в окрестностях Москвы в поисках пропитания. Летом 1933 года органы ОГПУ провели массовую депортацию кочующих цыган из окрестностей Москвы в рамках общих действий властей по «зачистке» столицы и крупных городов от «нежелательного антисоциального и деклассированного элемента». Основанием стало Постановление СНК СССР от 20 апреля 1933 года об организации трудовых поселений. В рапорте на имя Генриха Ягоды от 10 июля 1933 года его автор Израиль Плинер, занимавший тогда пост помощника начальника ГУЛАГа НКВД СССР, называл депортированных «иностранными цыганами».
Данная депортация не представляла собой целенаправленной антицыганскую акцию, являясь частью общих действий властей, производимых согласно Постановлению СНК СССР «Об организации трудовых поселений ОГПУ» от 20 апреля 1933 года. Однако кочующие цыгане не упомянуты в этом постановлении и не принадлежали ни к одной из категорий, которые, согласно постановлению, должны быть направлены в создаваемые трудовые поселения. «Иностранные цыгане» — преимущественно котляры и ловари не должны были подлежать депортации, поскольку сравнительно долго проживали в Москве и работали в собственных артелях; кочующие цыгане преимущественно не были «иностранными гражданами». Согласно воспоминаниям, депортации были подвергнуты цыгане разных групп — в основном кишиневцы, сэрвы, влахи, крымы и др. .
В период с 28 июня по 9 июля 1932 года из Москвы было «выселено 1,008 семей, 5,470 человек, в том числе 1,440 мужчин, 1,506 женщин и 2,524 детей». По прибытии в пункт назначения переселённых предполагалось поселить в отдельных цыганских национальных поселениях. Пять эшелонов перевезли депортированных по железной дороге из Москвы в Томск (Западно-Сибирский край). В пути они проводили от двух до трёх недель. Переселённые привезли всё свое имущество, включая 338 лошадей и две коровы; в дороге им предоставилось горячее питание, медицинская помощь и корм для животных. Из Томска депортированные по дорогам местного значения, а затем на баржах были доставлены в поселение, получившее название Евстигнеевка, в Пышкино-Троицком (ныне Первомайском) районе Томской области.
Согласно документам ОГПУ, в Западно-Сибирский край с весны по 7 августа 1933 года было депортировано 5222 цыган — на 248 человек меньше депортированных из Москвы. Документация ОГПУ чётко разграничивает категории трудпоселенцев — «социально вредные и деклассированные элементы» и «цыгане», то есть цыгане не рассматривались властями в качестве социально вредных и деклассированных элементов. В «Чёрной книге коммунизма» (1997, 1999) эти категории чётко не отделены друг от друга.
Условия их жизни в Естигнеевке были очень тяжёлыми. Местные власти не смогли подготовить жилье для переселенцев, цыгане жили в землянках. Впоследствии было сооружено несколько бараков. Энтузиазма к освоению территории цыгане не проявляли, при расчистке тайги они преимущественно имитировали трудовую деятельность; семена, выдаваемые им на посев, съедали, жарили на костре; вскоре вопреки запретам стали ходить по окрестным деревням, где попрошайничали, гадали и др. Режим охраны не был строгим. Местные власти закрывали глаза на отлучки поселенцев. Историк В. Н. Земсков писал, что «уже осенью 1933 года этот контингент трудпоселенцев фактически перестал существовать, так как почти все цыгане бежали. В документах не обнаружено никаких указаний о предпринятых мерах по возвращении их назад в места высылки».
Согласно другим данным, после массового ухода цыган осенью 1933 года Евстигнеевка продолжала существовать минимум несколько лет, в ней проживало около 400 цыган. Условия жизни оставались крайне трудными, из-за чего побеги продолжались. Время прекращения поселения неизвестно, предположительно, оно оказалось окончательно заброшено до начала Второй мировой войны.